# Toron
Toron (latein: Toronum, arabisch قلعة تبنين, DMG Qalʿat Tibnīn, auch Tebnine oder Tinenin) ist die Ruine einer einst wichtigen Kreuzfahrerburg im heutigen südlichen Libanon.

## Geschichte
Die Burg wurde von Hugo von Falkenberg 1105 in den Bergen an der Straße von Tyrus nach Damaskus gebaut und bald zum Mittelpunkt der Herrschaft Toron, einer Seigneurie im Königreich Jerusalem, die zu den Vasallen des Fürstentums Galiläa gehörte.
Nach dem Tod Hugos 1107 ging die Burg vor 1109 an Humfried I. von Toron, den Begründer eines einflussreichen Herrschaftsgeschlechts, der sie seinen Nachfolgern, Humfried II. von Toron und Humfried IV. von Toron vererbte. Als Humfried IV. 1183 die Thronerbin Isabella von Jerusalem ehelichte, fiel Toron der Krondomäne zu. König Guido von Lusignan gab Toron 1186 als Lehen an seinen Parteigänger Joscelin III. von Edessa, der es seiner „Seigneurie de Joscelin“ hinzufügte. Toron blieb in dessen Besitz bis 1187 der Ayyubiden-Sultan Saladin die Burg nach der Schlacht bei Hattin und im Verlauf der folgenden Besetzung der Kreuzfahrerstaaten eroberte. 1190 wurde Humfrieds Ehe aus politischen Gründen geschieden, der formelle Anspruch auf Toron fiel zurück an Humfried zurück, der aber 1192 kinderlos starb. In der Folgezeit hielten auch die Erben Joscelins III. von Edessa die Titularansprüche auf das immer noch von den Muslimen besetzte Toron aufrecht.
Im November 1197 wurde Toron während des Kreuzzugs Kaiser Heinrichs VI. von deutschen Kreuzfahrern belagert. Die Burg wäre gefallen, wenn die muslimische Garnison nicht von den französischen Herren von Akkon davor gewarnt worden wäre, sich zu ergeben: Den Deutschen sei nicht zu trauen, sie würden nach der Kapitulation trotz aller Zusagen doch getötet. Dies motivierte die Garnison durchzuhalten, bis Entsatz aus Ägypten kam bzw. die deutschen Kreuzfahrer die Belagerung aufgaben.
Toron wurde 1219 von Sultan al-Muʿazzam geschleift, ebenso wie die Verteidigungsanlagen von Jerusalem und die Burgen Safed und Banyas. Grund dafür war der Fünfte Kreuzzug, bei dem Damiette im Nildelta erobert wurde und der nun Kairo bedrohte: die Burgen und Jerusalem waren als Tauschobjekte vorgesehen, und al-Muʿazzam wollte keine stark befestigten Anlagen den Kreuzrittern übergeben, wenn er es vermeiden konnte. Obwohl der Tausch nicht zustande kam, war al-Muʿazzams Vorsicht gerechtfertigt. 1229, zwei Jahre nach al-Muʿazzams Tod am 11. November 1227, erhielt Kaiser Friedrich II. Toron durch einen Vertrag mit Sultan al-Kamil zurück.
Bereits 1220 hatte der Deutsche Orden die „Seigneurie de Joscelin“ und damit auch die Ansprüche auf die Herrschaft Toron gekauft, weshalb die Burg dem Orden übergeben wurde, der sie wiederbefestigte. Die Besitzansprüche des Ordens auf die Burg wurden bald von Alice von Armenien (Tochter des Fürsten Ruben III. von Armenien), der Nichte und Erbin Humfrieds IV., angefochten. Alice klagte erfolgreich vor dem Haute Cour von Jerusalem und Friedrich II. übertrug ihr die Herrschaft.
1239 wurde die Burg wieder von den Ayyubiden erobert. Im Zuge des Kreuzzugs der Barone wurde die Burg im Winter 1240/1241 an die Christen zurückgegeben. Diesmal erhielt Philipp von Montfort, der Ehemann von Alices Enkelin Maria die Herrschaft als Lehen, der die Herrschaft nach 1246 mit seiner Herrschaft Tyrus verschmolz.
Philipp und sein Sohn Johann behielten die Burg bis 1266, als sie fast kampflos von einer Armee des Mamluken-Sultans Baibars erobert wurde.

## Adelsgeschlecht Toron
1. Humfried I. von Toron, vor 1109 Herr von Toron
  1. Humfried II. von Toron (1150 bezeugt, † 22. April 1179), Herr von Toron ⚭ 1) NN, Tochter des Rainer Brus, Herr von Banyas ⚭ 2) 1167 Philippa von Antiochia, Tochter des Raimund von Poitiers
    1. Humfried III. von Toron, († vor 1173) ⚭ Stephanie von Milly, Herrin von Oultrejordain
      1. Humfried IV. von Toron (* um 1166, † um 1192), Herr von Toron ⚭ November 1183, geschieden 1190 Isabella I. Königin von Jerusalem 1190, Tochter des Königs Amalrich I.
      2. Isabella von Toron ⚭ 1181 Ruben III. Fürst von Armenien 1174–1185

    2. NN, Tochter († nach 1157)

## Liste der Herren von Toron
- 1105–1106: Hugo von Saint-Omer (Haus Falkenberg)
- 1107–um 1136: Humfried I. von Toron (Haus Toron)
- um 1137–1179: Humfried II. von Toron
- 1179–1183: Humfried IV. von Toron
- 1183–1186: Krongut
- 1186–1187: Joscelin III. von Edessa (Haus Courtenay)
- 1187–1229: muslimisch besetzt
- 1229: Deutscher Orden
- 1229–1239: Alice von Armenien (Rubeniden)
- 1239–1241: muslimisch besetzt
- 1241–1257: Philipp von Montfort (Haus Montfort-l’Amaury)
- 1257–1266: Johann von Montfort